# Álex Figueroa
Álex Adolfo Figueroa Muñoz (Santiago, 20 de septiembre de 1961-Santiago, 25 de diciembre de 2018) fue un médico y político chileno. Militante democratacristiano, fue ministro de Salud durante el gobierno del presidente Eduardo Frei Ruiz-Tagle, desde 1996 hasta 2000.

## Familia y estudios
Su niñez transcurrió en los barrios de Estación Central y Tocornal, donde estaba la casa de sus abuelos maternos. Su padre Juan  Figueroa, era obrero y su madre Gabriela Muñoz,dueña de casa.
Estudió en el Liceo José Victorino Lastarria y luego se tituló de médico cirujano en la Pontificia Universidad Católica (PUC). Posteriormente obtuvo un máster en ergonomía en la Universidad Politécnica de Cataluña, España, así como un diplomado en medicina interna, en la Facultad de Medicina de la Universidad de Chile.

## Trayectoria política
En su paso por la PUC le tocó ser presidente del Centro de Alumnos de Medicina. También en esa época fue consejero estudiantil de la Federación de Estudiantes de la Universidad Católica (Feuc). En 1987 ejerció como presidente de esta última organización. Tras su proceso formativo, participó en la elaboración del programa de Salud del entonces candidato presidencial Patricio Aylwin en 1989.
En 1994, cuando asumió en la presidencia de la Democracia Cristiana Eduardo Frei Ruiz-Tagle, Figueroa fue nombrado por Genaro Arriagada como subsecretario nacional. Cuando ambos líderes dejaron la dirigencia del partido para abocarse a la campaña presidencial de 1993, Figueroa fue ascendido una vez más, tomando el cargo de secretario nacional.
En 1994 reemplazó a Fernando Castillo Velasco como intendente de la Región Metropolitana. Dos años más tarde asumió como ministro de Salud, cargo que mantuvo hasta el fin del gobierno de Frei.En 2001 intentó infructuosamente llegar a la Cámara de Diputados en representación de Santiago Centro.
En 2007 asumió como rector de la Universidad Bolivariana de Chile. En 2012 fue nombrado decano de la Facultad de Salud y Ciencias de la Actividad Física de la Universidad Internacional SEK. Se desempeñó como director del Instituto de Salud Pública (ISP) a partir de agosto de 2015.
Falleció el 25 de diciembre de 2018 víctima de un cáncer de hígado.

## Historial electoral

### Elecciones parlamentarias de 2001
- Elecciones parlamentarias de 2001, candidato a diputado para el Distrito 22, Santiago [5]

| Candidato                      | Pacto                          | Partido | Votos  | %     | Resultado |
| ------------------------------ | ------------------------------ | ------- | ------ | ----- | --------- |
| Claudia Pascual Grau           | Partido Comunista              | PC      | 3266   | 3,01  |           |
| Carlos Sánchez Soto            | Partido Comunista              | PC      | 2455   | 2,26  |           |
| Raúl Veloso Ferrari            | Partido Humanista              | PH      | 1100   | 1,01  |           |
| Enrique Herrera Noya           | Partido Humanista              | PH      | 691    | 0,64  |           |
| Alberto Cardemil Herrera       | Alianza por Chile              | RN      | 42 772 | 39,40 | Diputado  |
| Juan Pablo Aguerreberry Tesler | Alianza por Chile              | UDI     | 8362   | 7,70  |           |
| Carolina Tohá Morales          | Concertación por la Democracia | ILE     | 32 965 | 30,36 | Diputada  |
| Alex Figueroa Muñoz            | Concertación por la Democracia | PDC     | 16 960 | 15,62 |           |